# لودوفيك توربين
لودوفيك توربين (بالفرنسية: Ludovic Turpin)‏ مواليد 22 مارس 1975 في ماين، فرنسا، هو دراج فرنسي في صنف سباق الدراجات على الطريق.

## روابط خارجية
- لودوفيك توربين على موقع الاتحاد الدولي للدراجات (الإنجليزية)
- لودوفيك توربين على موقع أرشيف الدراجات (الإنجليزية)
- لودوفيك توربين على موقع إحصائيات الدراجات الإحترافية (الإنجليزية)
- لودوفيك توربين على موقع نسبة الدراجات (الإنجليزية)
- لودوفيك توربين على موقع CycleBase (الإنجليزية)